# Lhommeia lucicolor
Lhommeia lucicolor là một loài bướm đêm trong họ Geometridae.